# Sabbat (japoński zespół)
Sabbat (jap. サバト Sabato) – japoński zespół grającym black/thrash metal. Został założony w 1983 roku początkowo pod nazwą Evil w Kuwanie. Jego liderem jest Masaki Tachi znany bardziej w środowisku metalowym pod pseudonimem Gezol.
Twórczość Sabbat, a zwłaszcza jego wczesny okres jest mocno inspirowana brytyjskim zespołem Venom, między innymi przez to też jest zaliczany do pierwszej fali black metalu. Jednakże już wkrótce zespół wypracował swój własny, unikatowy styl.
Sabbat jest zespołem niezwykle twórczym – liczba jego wydawnictw idzie w dziesiątki, choć należy zauważyć, że większość stanowią wydania koncertowe oraz single i mini albumy. Pełnych studyjnych albumów na chwilę obecną jest tylko dziewięć.

## Dyskografia

### Albumy studyjne
- Envenom (Evil Records, Japonia 1991)
- Evoke (Evil Records, Japonia 1992)
- Disembody (Evil Records, Japonia 1993)
- Fetishism (Evil Records, Japonia 1994)
- The Dwelling (Evil Records, Japonia 1996)
- Karisma (Iron Pegasus Records, Niemcy 1999)
- Satanasword (Iron Pegasus Records, Niemcy 2000)
- Karmagmassacre (Iron Pegasus Records, Niemcy 2003)
- Sabbatrinity  (Iron Pegasus Records, Niemcy 2011)